# Município de Clay (condado de Tuscarawas, Ohio)
Localização do Ohio nos E.U.A.
O município de Clay (em inglês: Clay Township) é um município localizado no condado de Tuscarawas no estado estadounidense de Ohio. No ano 2010 tinha uma população de 2017 habitantes e uma densidade populacional de 31,54 pessoas por km².

## Geografia
O município de Clay encontra-se localizado nas coordenadas 40° 20′ 56″ N, 81° 27′ 14″ O. Segundo a Departamento do Censo dos Estados Unidos, o município tem uma superfície total de 63.95 km², da qual 62,7 km² correspondem a terra firme e (1,95 %) 1,25 km² é água.

## Demografia
Segundo o censo de 2010, tinha 2017 pessoas residindo no município de Clay. A densidade de população era de 31,54 hab./km².